# Beckeriella clypeata
Beckeriella clypeata är en tvåvingeart som beskrevs av Mercedes Lizarralde de Grosso 1986.
Beckeriella clypeata ingår i släktet Beckeriella och familjen vattenflugor. Artens utbredningsområde är Colombia. Inga underarter finns listade i Catalogue of Life.